# ホバート
ホバート（Hobart 英語発音: [ˈhoʊbɑrt]）は、オーストラリア連邦タスマニア州の州都である。

## 歴史
主要記事：ホバートの歴史
ホバートはオーストラリアではシドニーに次いで2番目に古い都市である。イギリスはフランスの探検家の存在を心配する中で、最初の入植として、1803年にダーウェント川東岸のリズドン湾に流刑植民地（ペナル・コロニー）を建設した。1804年にはより良い場所を求めて現在の場所であるサリバン湾に移転した。この辺りは元々、半遊牧民のムヘニール族の居住地であった。ヨーロッパ人との交戦や移民によってもたらされた伝染病の影響でアボリジニの人口は減少し、自由移民や囚人の人口が急速に増加した。
生物学者のチャールズ・ダーウィンは、1836年2月にビーグル号の探検の一環としてホバートを訪れた。
南太平洋の捕鯨やアザラシ貿易、これに関連する造船業の中心地として急速に主要港として発展した。ホバート・タウンは1842年に市となり、1875年にホバートと命名された。その名はイギリスの植民地秘書官だったロバート・ホバート卿に因んでいる。

## 地理
州南東のダーウェント川の河口に所在する。市中心部はダーウェント川西岸のサリバン湾に隣接している。市域はダーウェント川の川岸からウェリントン山（標高1,270 m）の丘陵まで広がっている。サリバン湾の全体がホバートの港になっている。

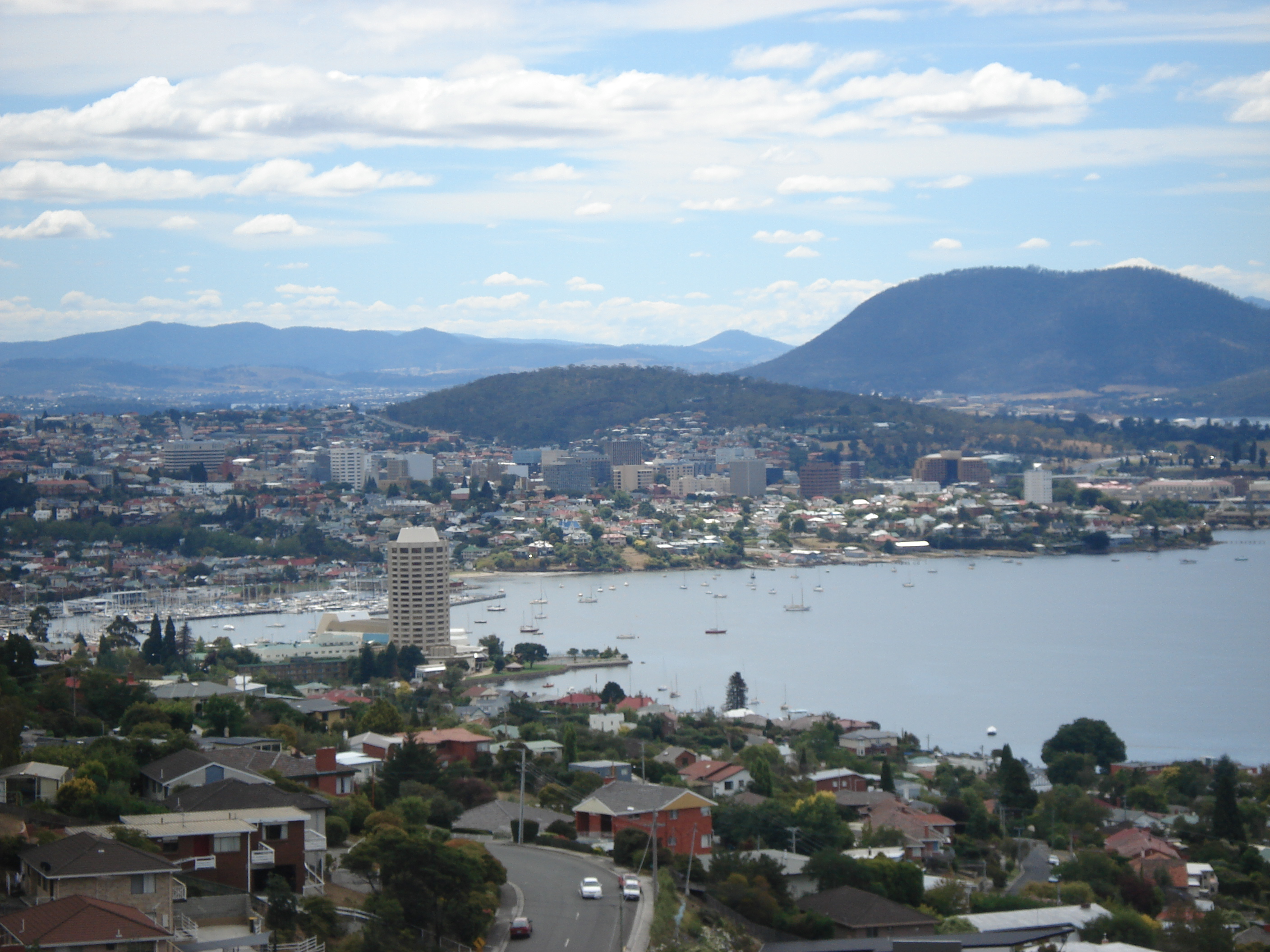
ホバートの中心部

## 気候
ケッペンの気候区分では西岸海洋性気候(Cfb)で、温暖ではっきりとした四季を持つ。南半球なので、夏は12月から2月である。一般的に夏は涼しく、25℃を超える日も少ないが、稀に非常に暑くなり、35℃を超える事がある。しかし夜は気温が下がり、その暑さも1,2日で終わることが多い。
| ホバートの気候              | ホバートの気候 | ホバートの気候 | ホバートの気候 | ホバートの気候 | ホバートの気候 | ホバートの気候 | ホバートの気候 | ホバートの気候 | ホバートの気候 | ホバートの気候 | ホバートの気候 | ホバートの気候 | ホバートの気候 |
| 月                          | 1月            | 2月            | 3月            | 4月            | 5月            | 6月            | 7月            | 8月            | 9月            | 10月           | 11月           | 12月           | 年             |
| --------------------------- | -------------- | -------------- | -------------- | -------------- | -------------- | -------------- | -------------- | -------------- | -------------- | -------------- | -------------- | -------------- | -------------- |
| 最高気温記録 °C （°F）      | 40.8 (105.4)   | 40.1 (104.2)   | 37.3 (99.1)    | 30.6 (87.1)    | 25.7 (78.3)    | 20.6 (69.1)    | 21.6 (70.9)    | 24.5 (76.1)    | 31.0 (87.8)    | 34.6 (94.3)    | 36.8 (98.2)    | 40.6 (105.1)   | 40.8 (105.4)   |
| 平均最高気温 °C （°F）      | 21.6 (70.9)    | 21.6 (70.9)    | 20.1 (68.2)    | 17.3 (63.1)    | 14.4 (57.9)    | 12.0 (53.6)    | 11.6 (52.9)    | 13.0 (55.4)    | 15.1 (59.2)    | 16.9 (62.4)    | 18.7 (65.7)    | 20.3 (68.5)    | 16.9 (62.4)    |
| 平均最低気温 °C （°F）      | 11.9 (53.4)    | 12.0 (53.6)    | 10.8 (51.4)    | 8.9 (48)       | 6.9 (44.4)     | 5.2 (41.4)     | 4.5 (40.1)     | 5.2 (41.4)     | 6.4 (43.5)     | 7.7 (45.9)     | 9.2 (48.6)     | 10.8 (51.4)    | 8.3 (46.9)     |
| 最低気温記録 °C （°F）      | 3.3 (37.9)     | 3.4 (38.1)     | 1.8 (35.2)     | 0.7 (33.3)     | −1.6 (29.1)    | −2.8 (27)      | −2.8 (27)      | −1.8 (28.8)    | −0.8 (30.6)    | 0.0 (32)       | 0.3 (32.5)     | 2.8 (37)       | −2.8 (27)      |
| 降水量 mm （inch）          | 48.0 (1.89)    | 39.9 (1.571)   | 45.2 (1.78)    | 51.4 (2.024)   | 46.8 (1.843)   | 54.0 (2.126)   | 52.5 (2.067)   | 52.9 (2.083)   | 52.7 (2.075)   | 62.1 (2.445)   | 53.7 (2.114)   | 57.0 (2.244)   | 616.2 (24.26)  |
| 平均降雨日数                | 10.9           | 9.4            | 11.3           | 12.4           | 13.6           | 14.5           | 15.4           | 15.5           | 15.2           | 16.3           | 14.1           | 12.8           | 161.4          |
| 平均月間日照時間            | 248            | 206.2          | 198.4          | 159            | 130.2          | 117            | 136.4          | 155            | 177            | 201.5          | 207            | 229.4          | 2,165.1        |
| 出典：Bureau of Meteorology |                |                |                |                |                |                |                |                |                |                |                |                |                |

## 人口動勢

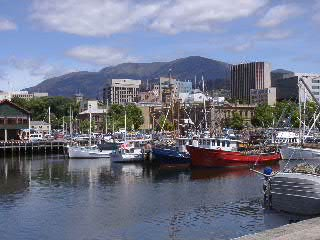

グレーター・ホバート地域は人口191,169人 （2001年国勢調査）である（オーストラリアで11位）。ホバート市 ローカル政府地域は人口47,319人 （2001年国勢調査） である。
2016年の国勢調査により、グレーター・ホバート地域の人口は22万2356人である。平均年齢は40歳である。

## 文化

### エンターテイメント
オーストラリアで最初の合法カジノは、サンディベイにある17階建てのレスト・ポイント・ホテルで、1973年にオープンした。市中心部から数km離れているが、今もホバートで最も高い建物である。オーストラリアで最も古い劇場であるシアターロイヤルの本拠地である。

## 社会基盤

### 交通
ホバートの旅客鉄道とトラムは1950年代に廃止された。現在、都市の主要な公共交通機関は公営と民間のバスである。また、ホバート国際空港と、より小さいケンブリッジ飛行場（主にチャーター航空会社が利用）がある

### 教育
- タスマニア大学 : ホバート、ローンセストン
- 世界異文化交流センター Worldview Centre for Inter-Cultural Studies
- タスマニア工科大学 Tasmanian Polytechnic （元 TAFE Tasmania）

## 姉妹都市
- 焼津市（日本） 1977年
- 鳩ヶ谷市（日本）
- ラクイラ、イタリア
- バリーレ、イタリア
- 西安市、中国